# Парламентские выборы в Литве (1940)
Парламентские выборы в Литве 1940 года состоялись 14—15 июля. Выборы прошли после отставки президента А. Сметоны, формирования нового просоветского правительства и ввода на территорию Литвы советских войск.
14 июня советское правительство предъявило ультиматум Литве, обвинив власти этого государства в грубом нарушении условий заключённого ранее с СССР Договора о взаимопомощи, и потребовав сформировать правительство, способное обеспечить выполнение договора, а также допустить на территорию страны дополнительный контингент советских войск. Президент А. Смятона настаивал на организации сопротивления, однако, получив отказ большей части правительства, ушёл в отставку и выехал в Германию. 15 июня дополнительный контингент советских войск был введён в Литву. В стране было сформировано коммунистическое дружественное СССР правительство во главе с Ю. Палецкисом.

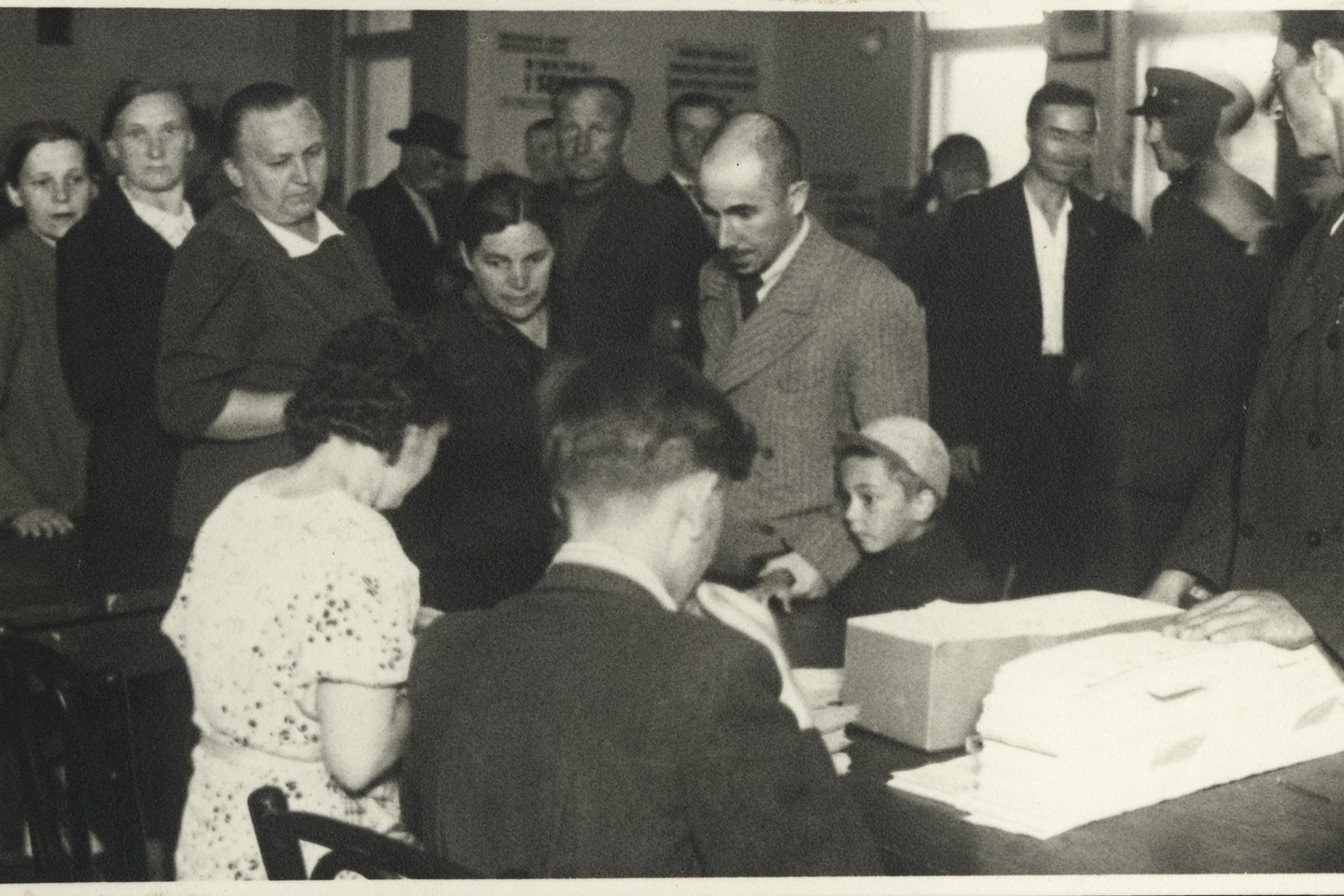
Выборы в Народный Сейм в Каунасе

1 июля правительство Палецкиса объявило о проведении 14 июля выборов в новый парламент, Народный Сейм (лит. Liaudies Seimas). Коммунистическая партия Литвы, насчитывавшая 1 500 членов, вышла из подполья, получив возможность вести легальную деятельность. Вскоре после этого, правительство объявило о создании широкой коалиции Союз трудового народа Литвы, представившей единый список кандидатов, в том числе некоммунистов. Кандидаты отбирались в соответствии с квотой — в каждом избирательном округе надо было иметь соответствующее число рабочих, крестьян, представителей искусства и членов Компартии. Никакие другие организации, помимо Союза, не были допущены к участию в выборах. На одно место в новом парламенте претендовал только один кандидат.
11 и 12 июля советские власти арестовали ведущих деятелей предыдущего правительства и депортировали некоторых из них, не обращая внимание на то, что Литва была ещё формально независимым государством. Из-за плохой организации подсчёта голосов выборы были продлены на один день, до 15 июля. Каждому избирателю после голосования ставили штамп в паспорт. Результаты были объявлены ещё до закрытия избирательных участков. Согласно им, явка избирателей достигла 95 % и список Союза трудового народа Литвы получил более 99 % голосов. Большинство документов были уничтожены вскоре после выборов. Сохранившиеся официальные документы показывают, что явка действительно была высокой, но многие бюллетени были признаны недействительными (унесены избирателями, повреждены, оставлены пустыми или испорчены антисоветскими лозунгами).
Новый парламент был созван 21 июля и единогласно проголосовал за присоединение к СССР. 3 августа 1940 года Литва стала четырнадцатой республикой Советского Союза.